# Psychotria edentata
Psychotria edentata är en måreväxtart som beskrevs av Albert Charles Smith. Psychotria edentata ingår i släktet Psychotria och familjen måreväxter. Inga underarter finns listade i Catalogue of Life.